# Inwazja na Grenadę
Inwazja na Grenadę (operacja Urgent Fury) – operacja wojskowa Stanów Zjednoczonych Ameryki dokonana 25 października 1983 siłami 7300 żołnierzy na karaibskie państwo wyspiarskie Grenada. Interwencja wojskowa USA, Jamajki i kilku mniejszych państw karaibskich była wywołana wojskowym zamachem stanu na Grenadzie. Casus belli była obawa o życie amerykańskich studentów przebywających wówczas na wyspie. Celem długofalowym operacji było utrzymanie wpływów USA w regionie.

## Tło konfliktu
Konflikt pomiędzy Stanami Zjednoczonymi a Grenadą rozpoczął się wraz z zamachem stanu z 13 marca 1979. Wówczas władzę na wyspie objął lewicowy Nowy Ruch JEWEL. Przedstawiciele partii powołali Ludowy Rząd Rewolucyjny na czele z premierem Maurice Bishopem. Premier zapowiedział wprowadzenie radykalnych reform i uruchomił relacje z blokiem państw socjalistycznych. Na wyspę dotarło kilka grup kubańskich inżynierów i wykwalifikowanych robotników, między innymi budujących nowy port lotniczy na półwyspie Salines. Niezadowoleni ze zwrotu w polityce Grenady Amerykanie zaczęli dezinformować, jakoby pracownicy ci byli żołnierzami. Amerykańska administracja krytycznie odnosiła się również do zbrojeń przeprowadzanych przez wyspiarską Ludową Armię Rewolucyjną. Bishop bezskutecznie próbował zatrzymać wzajemne napięcia – w 1983 udał się do Waszyngtonu celem rozmów z amerykańskimi oficjelami. Wizyta premiera została w USA zlekceważona.
Sytuacja na wyspie uległa komplikacji 13 października 1983, gdy na wyspie miejsce miał wojskowy zamach stanu. W jego wyniku rzeczywistą władzę objął skrajnie lewicowy wicepremier Bernard Coard. Dotychczasowy lewicowy premier został umieszczony w areszcie domowym. 19 października w kraju odbyły się protesty poparcia dla Bishopa. Na wieść o nich wojsko przeprowadziło egzekucję Bishopa. Polityczny wyrok posłużył Amerykanom za pretekst do zbrojnego obalenia rządu Grenady (rozważali atak jeszcze wcześniej) oraz wzbudził sprzeciw przywódców państw regionu (w tym kubańskiego lidera Fidela Castro). USA jako powód ataku podało troskę o los 800 amerykańskich studentów przebywających na Grenadzie.
Siły grenadyjsko-kubańskie posiadały na wyspie jedynie 9 transporterów opancerzonych BTR-60PB i dwa BRDM-2, lekkie działka przeciwlotnicze ZU-23-2, przeciwlotnicze wielkokalibrowe karabiny maszynowe i moździerze kalibru 82 mm. Nie dostarczono żadnej artylerii ani nie wykonano umocnień.

## Przebieg inwazji
Atak rozpoczął się 25 października 1983, w okresie prezydentury Ronalda Reagana. Do ataku siły amerykańskie i ich sojusznicy wykorzystali ponad 7 tysięcy żołnierzy wspartych przez eskadrę lotnictwa. Siły obrońców liczyły 1500 ludzi regularnej Ludowej Armii Rewolucyjnej, wspartej przez niewielkie siły kubańskie. Według amerykańskich danych, na wyspie przebywało 53 kubańskich doradców wojskowych i około 586 cywilnych specjalistów i robotników, lecz ta druga liczba budzi wątpliwości jako zawyżona.
W walkach zginęło 18 amerykańskich żołnierzy, a 116 zostało rannych. Straty wojsk Grenady również nie były wielkie. Według Amerykanów zginęło 25 żołnierzy kubańskich oraz 45 grenadyjskich, a raniono odpowiednio 59 i około 350. Zdaniem Amerykanów liczba cywili, która zginęła w trakcie akcji, nie przekroczyła 45 osób. Inwazja została potępiona przez społeczność międzynarodową, w tym przez bliskich sojuszników USA (w tej liczbie Wielka Brytania). Celem sprzeciwu wobec inwazji zebrała się Rada Bezpieczeństwa ONZ, rezolucja została jednak zawetowana przez Amerykanów.
W trakcie walk stracono 9 śmigłowców amerykańskich (4 najnowsze UH-60 Black Hawk, 2 szturmowe AH-1T Cobra, po jednym CH-46, HD-500, OH-58), z tego trzy śmigłowce potem naprawiono. Uszkodzenia odniosło około 10 dalszych samolotów i śmigłowców.
Na czele utworzonego, w następstwie udanej inwazji, rządu tymczasowego stanął Nicholas Brathwaite. W 1985 wycofano z wyspy ostatnie obce wojska. Bernard Coard za zabójstwo Bishopa został w sierpniu 1986 skazany na karę śmierci. W 1991 wyrok zmieniono na dożywotnie więzienie.

## Galeria

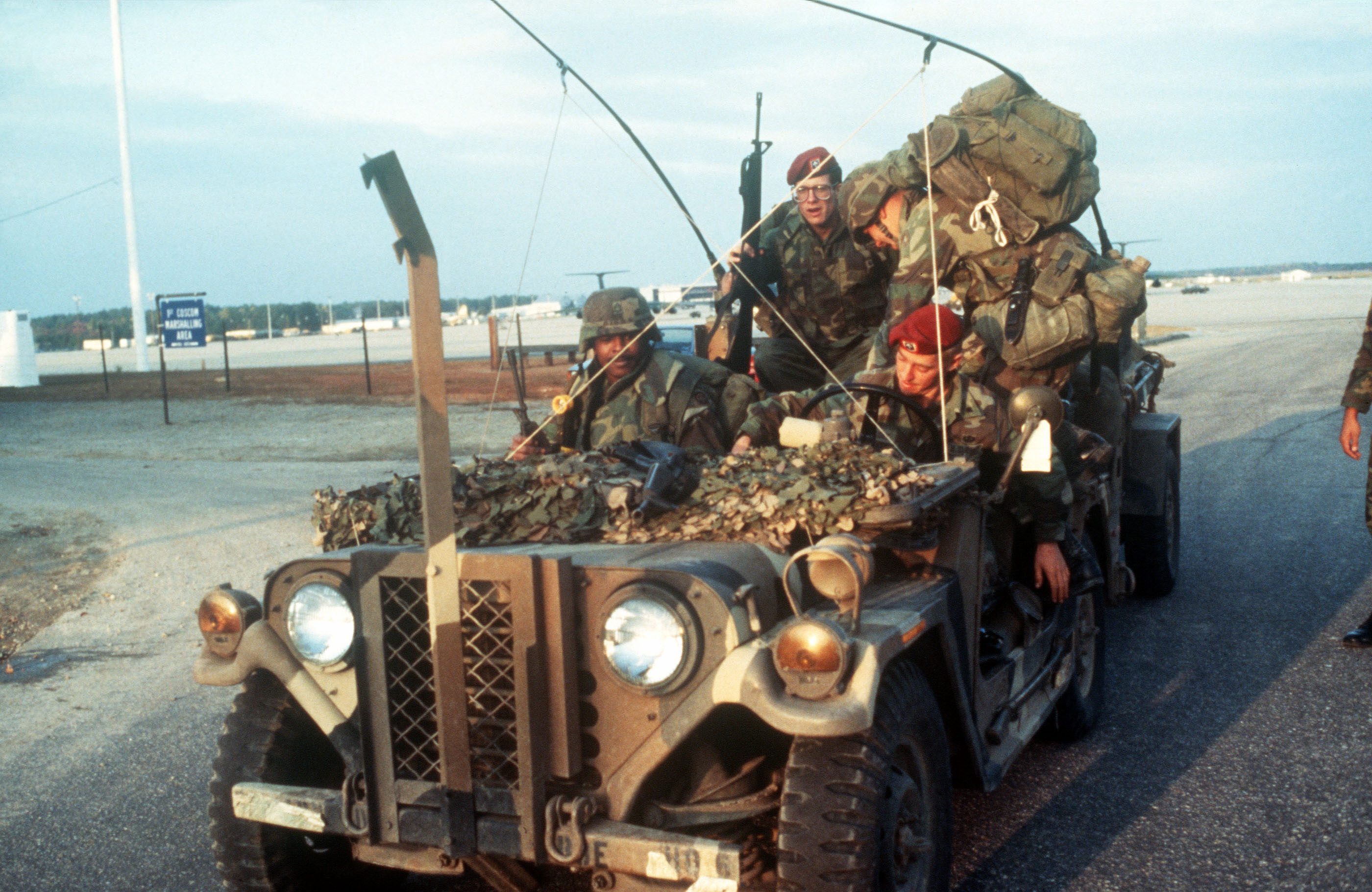
Żołnierze 82 Dywizji Powietrznodesantowej załadowują się do inwazji
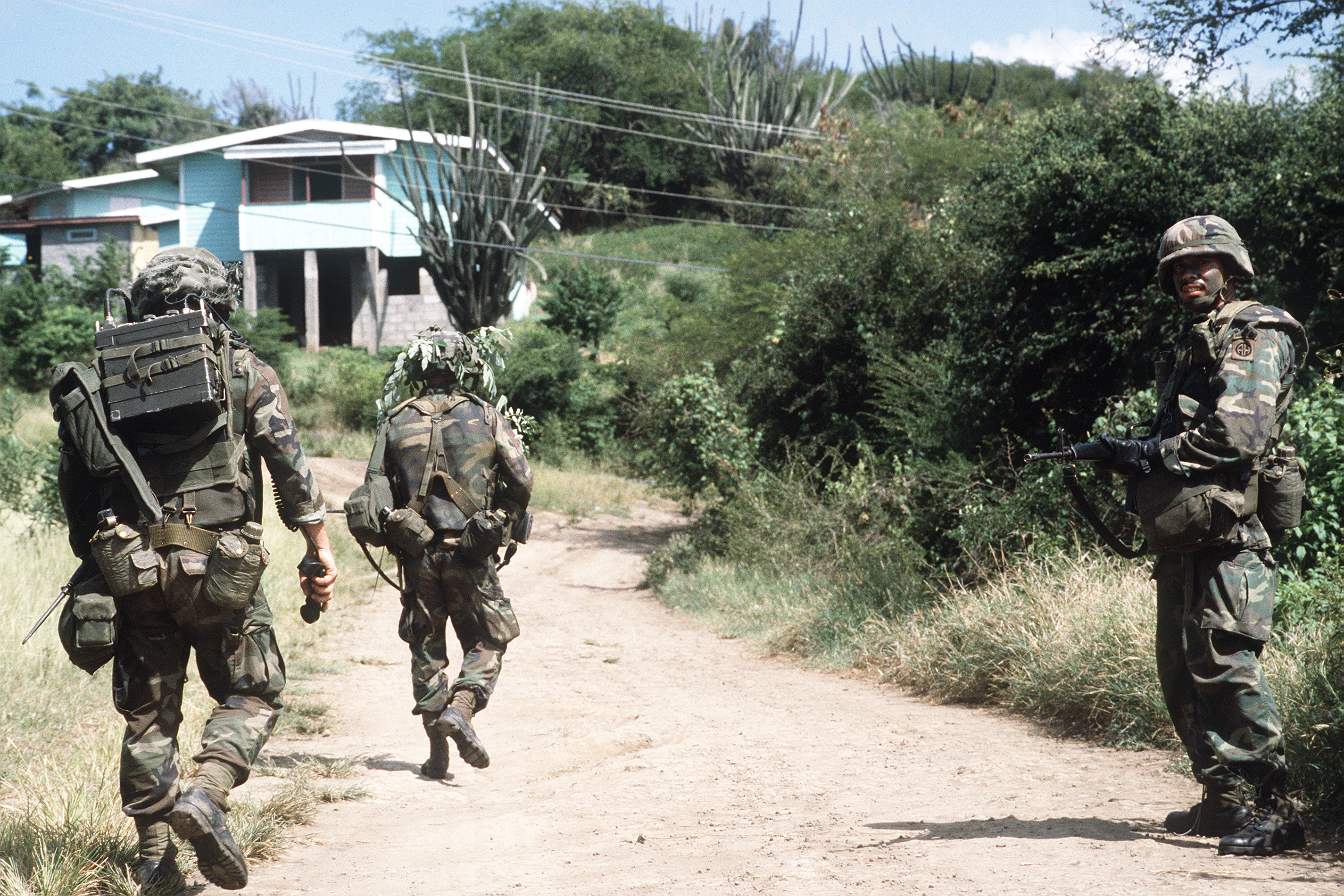
Żołnierze 82 Dywizji Powietrznodesantowej w czasie inwazji
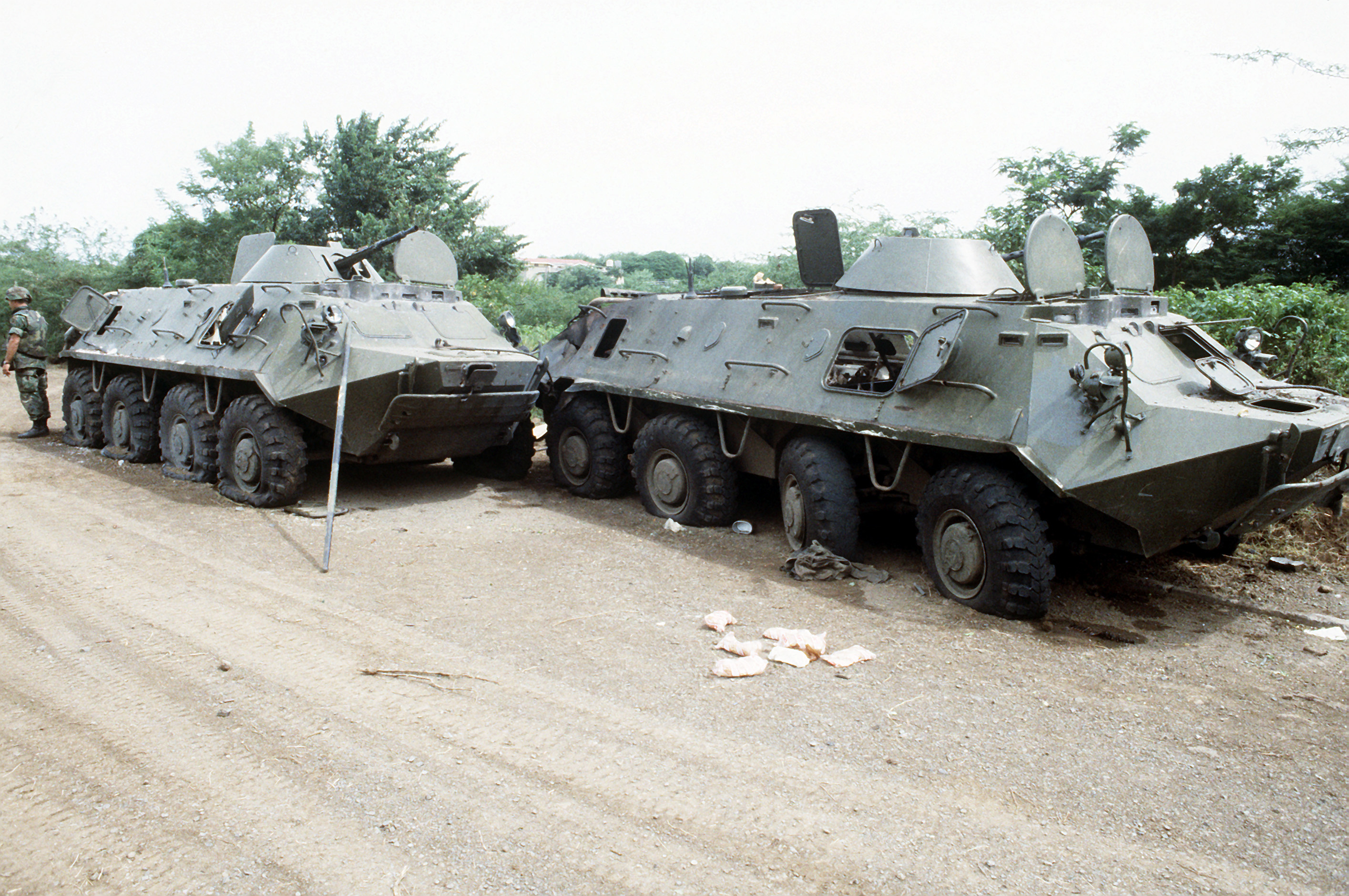
Grenadyjskie transportery opancerzone zdobyte przez Amerykanów
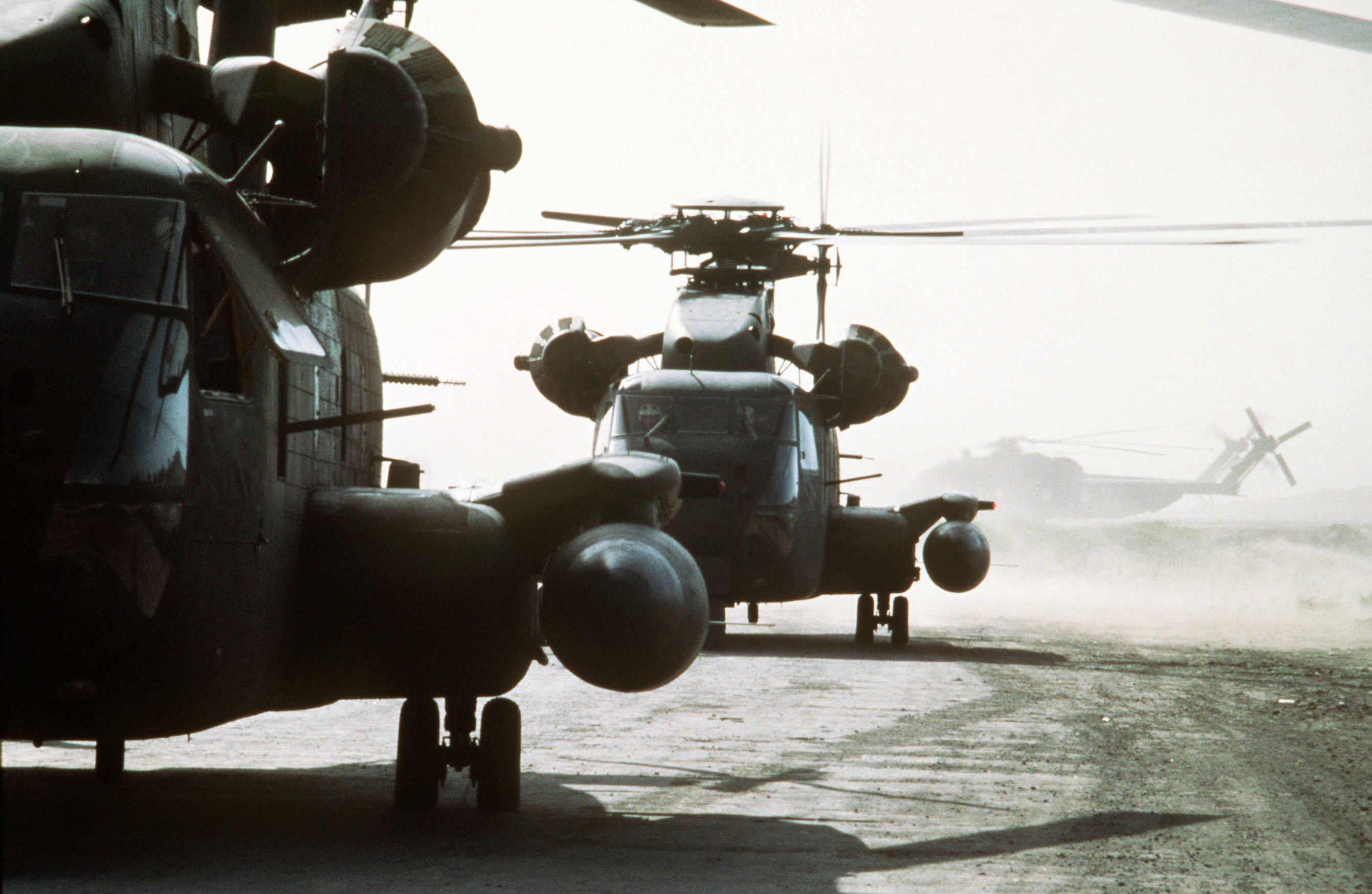
Amerykańskie śmigłowce użyte do ewakuacji studentów